# Todorokita
La todorokita és un mineral de la classe dels òxids. Va ser anomenat l'any 1934 per Toyofumi Yoshimura per la seva localitat tipus, la mina Todoroki, al Japó. És un òxid de manganès relativament comú que se sol trobar formant agregats. Habitualment fibrós, tot i que també compacte o aïllat. Els agregats micàcis poden ser confosos amb ranciéïta, i les formes fibroses amb pirolusita.

## Característiques
La todorokita és un òxid de fórmula química (Ca,K,Na,Mg,Ba,Mn)(Mn,Mg,Al)₆O₁₂·3H₂O ó (Ca,K,Na,Mg,Ba,Mn)(Mn,Mg,Al)₆O₁₂·3H₂O. Cristal·litza en el sistema monoclínic. La seva duresa a l'escala de Mohs és 1,5.

## Estructura
El manganès es pot trobar en diferents esats, incloent-hi Mn2+, Mn3+ i Mn4+. La todorokita es constitueix d'octaedres de (Mn4+O₆) que comparteixen vores per formar cadenes triples. Aquestes cadenes comparteixen vèrtexs per a formar "túnels" quadrats paral·lels a l'eix b. Aquests "túnels" permeten retenit molècules d'aigua i alguns cations de grans dimensions com ara el potassi (K+), el bari (Ba2+), la plata (Ag+), el plom (Pb2+), el calci (Ca2+) o el sodi (Na+). Els octaedres a les vores de les cadenes triples són més grossos que els del mig i, per tant, permeten que s'introdueixin cations més grossos: magnesi (Mg), manganès (Mn3+), coure (Cu2+), cobalt (Co), níquel (Ni)... Aquesta estructura és similar a la de l'hol·landita (BaMn2+Mn4+₇O16) i la romanèchita ((Ba,H₂O)₂(Mn4+,Mn3+)₅O10), però amb "túnels" de major mida.

## Formació i jaciments
Tot i que la todorokita és un producte freqüent d'oxidació i lixiviació de carbonats i silicats de manganès primaris, el seu principal context de formació és com a nòduls ferromanganèsics al fons marí. La todorokita ha estat sintetitzada a partir de la birnessita al laboratori, i és possible que la majoria de todorokita natural derivi d'aquesta. A la seva localitat tipus es troba com a producte d'alteració d'inesita (Ca₂Mn2+₇Si10O28(OH)₂·5H₂O) i rodocrosita (MnCO₃).
La todorokita ha estat descrita en més de 450 localitats, a tots els continents exceptuant l'Antàrtida. A Catalunya s'ha trobat a la mina La Serrana, al Priorat. En aquest cas, la mineralització manganèsica es troba relacionada amb nivells de lidites de la base del Carbonífer; originalment, el manganès es trobava en forma de carbonat (rodocrosita), però per processos relacionats amb el metamorfisme de contacte, ara s'hi troben silicats de manganès i els subseqüents òxids per alteració.